# Emilija Toro-Leontić
Emilija Toro-Leontić (Santiago, 1951.) je čilska književnica i prevoditeljica hrvatskog podrijetla. Piše pjesme. Pripada naraštaju Čileanaca zvanom "naraštaj državnog udara".
Pjesme joj odišu nadom, diže glas protiv nasilja nad obespravljenima. 
Objavila je tri zbirke pjesama. Zbirka Tajni prostori (Territorios secretos) iz 1992. obuhvatila je pjesme koje je napisala od 1973. do 1991. godine. Posvetila ju je Sarajevu, no općenito ta zbirka pretkazuje, predosjeća krvoproliće u Hrvatskoj i BiH. Književna kritičarka Marta Gazzari vidi u toj zbirci svezu sa srpsko-crnogorskim rušenjem Dubrovnika u Domovinskom ratu.